# 小林萬吾

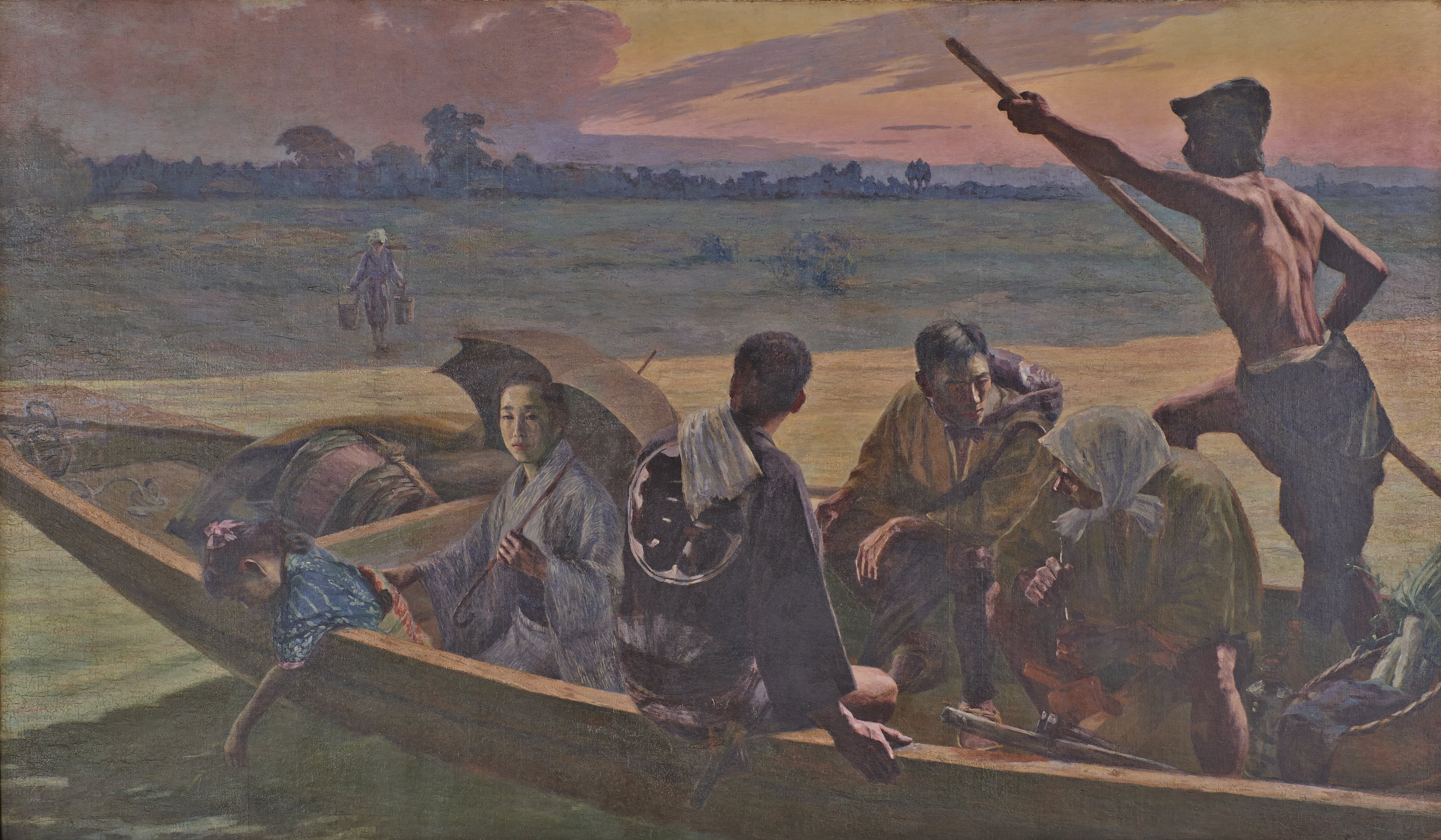
渡舟

小林萬吾（1870年5月31日—1947年12月6日）是日本香川縣三豐郡詫間町（今三豐市）出生的日本西洋畫家。

## 簡介
1895年小林萬吾進入黒田清輝的門下，於1898年自東京美術學校西洋畫科選科畢業。他在1889年時以〈芝東照宮圖〉入圍内國勸業博覧會，而1903年時得到了内國勸業博覧會的第三名，隔年成為東京美術學校的助理教授。1907年得到了文展的第三名。而自1911年開始到1914年為止前往法國、義大利、德國留學，回國後在1930年成為東京高等師範學校的教授，1932年成為東京美術學校教授，1934年成為帝展審査委員，於1941年成為帝國藝術院的會員。在1944年，更榮獲日本正四位勳三等瑞寶章。
其流派屬於白馬會。
播報員小林完吾（前日本電視台）是他的孫子。